# Kommunevalg
Et kommunevalg er et valg af en kommunalbestyrelse.
Kommunalvalget i Danmark afholdes hvert fjerde år om medlemmer af Danmarks kommunalbestyrelser. Kommunalbestyrelser benævnes også i nogle kommuner byråd, og Københavns kommune vælger medlemmer af Borgerrepræsentationen.